# AT-PZEV
The Advanced Technology – Partial Zero Emissions Vehicle (AT-PZEV) – ocena emisji spalin utworzona w Kalifornii we współpracy z California Air Resources Board (CARB). Samochód sklasyfikowany według tej normy musi spełniać wymagania czystości spalin PZEV oraz wykorzystywać zaawansowaną technologię hybrydową w celu obniżenia zużycia paliwa.

## Samochody spełniające AT-PZEV
- Toyota Prius
- Honda Civic GX NGV
- Honda Civic Hybrid